# اسکیل‌باند
اسکِیل‌باند (به انگلیسی: Scalebound) یک بازی ویدئویی لغو شده در سبک نقش‌آفرینی اکشن بود که توسط شرکت پلاتینیوم گیمز در دست ساخت بود و به وسیلهٔ استودیو مایکروسافت قرار بود در سال ۲۰۱۷ برای اکس‌باکس وان و مایکروسافت ویندوز منتشر شود. این بازی برای اولین بار در نمایشگاه رسانه و تجارت ای۳ ۲۰۱۴ و در طی کنفرانس مایکروسافت به‌طور رسمی رونمایی شد و قرار بود در سال ۲۰۱۷ منتشر شود. مایکروسافت طی بیانیه‌ای در ۹ ژانویه ۲۰۱۷ لغو شدن عنوان اسکِیل‌باند را تأیید کرد.